# Delosperma aberdeenense
Delosperma aberdeenense es una especie de planta suculenta perteneciente a la familia de las aizoáceas. Es nativa de Sudáfrica.

## Descripción
Es un arbusto enano de planta suculenta perennifolia que alcanza un tamaño de 20 cm de altura a una altitud de 1000 metros en Sudáfrica.

## Taxonomía
Delosperma aberdeenense fue descrita por (L.Bolus) L.Bolus y publicado en Notes Mesembryanthemum [H.M.L. Bolus] 1: 135. 1928
Etimología
Delosperma: nombre genérico que deriva de las palabras griegas: delos = "abierto" y sperma = "semilla"  donde hace referencia al hecho de que las semillas son visibles en las cápsulas abiertas.
aberdeenense: epíteto geográfico que alude a su localización en Aberdeen (Sudáfrica).
Sinonimia
- Mesembryanthemum aberdeenense L.Bolus (1924) basónimo
- Mestoklema tuberosum var. macrorrhizum (Haw.) N.E.Br. ex Glen
- Mesembryanthemum macrorrhizum Haw. (1826)[2]